# UCI Oceania Tour 2020
L'UCI Oceania Tour 2020 és la setzena edició de l'UCI Oceania Tour, un dels cinc circuits continentals de ciclisme de la Unió Ciclista Internacional. Està format per quatre proves, organitzades entre el gener i febrer de 2020 a Oceania.

## Calendari de les proves

### Gener
| Data  | Cursa                     | País         | Cat. | Vencedor         | Equip                           |
| ----- | ------------------------- | ------------ | ---- | ---------------- | ------------------------------- |
| 15-19 | New Zealand Cycle Classic | Nova Zelanda | 2.2  | Rylee Field      | Team BridgeLane                 |
| 25    | Gravel and Tar Classic    | Nova Zelanda | 1.2  | Hayden McCormick | Black Spoke Pro Cycling Academy |
| 30    | Race Torquay              | Austràlia    | 1.1  | Sam Bennett      | Deceuninck-Quick Step           |

### Febrer
| Data | Cursa           | País      | Cat. | Vencedor    | Equip       |
| ---- | --------------- | --------- | ---- | ----------- | ----------- |
| 5-9  | Herald Sun Tour | Austràlia | 2.1  | Jai Hindley | Team Sunweb |

## Classificacions
- Nota: classificacions definitives a 10 de novembre.[1][2]

| #  | Ciclista         | Equip            | Punts |
| -- | ---------------- | ---------------- | ----- |
| 1  | Richie Porte     | Trek-Segafredo   | 1.733 |
| 2  | Jai Hindley      | Team Sunweb      | 1.155 |
| 3  | George Bennett   | Team Jumbo-Visma | 1.100 |
| 4  | Michael Matthews | Team Sunweb      | 1.022 |
| 5  | Caleb Ewan       | Lotto-Soudal     | 971   |
| 6  | Rohan Dennis     | Ineos Grenadiers | 550   |
| 7  | Dion Smith       | Mitchelton-Scott | 491   |
| 8  | Jack Haig        | Mitchelton-Scott | 435   |
| 9  | Simon Clarke     | EF Pro Cycling   | 308   |
| 10 | Damien Howson    | Mitchelton-Scott | 294   |

| # | Equip                              | Punts |
| - | ---------------------------------- | ----- |
| 1 | St George Continental Cycling Team | 420   |
| 2 | BridgeLane                         | 315   |
| 3 | Black Spoke Pro Cycling Academy    | 272   |
| 4 | Nero Continental                   | 59    |
| 5 | ARA Pro Racing Sunshine Coast      | 31    |
| 6 | Oliver's Real Food Racing          | 5     |
| 7 | EuroCyclingTrips-CMI Pro Cycling   | 3     |

| # | País         | Punts |
| - | ------------ | ----- |
| 1 | Austràlia    | 6.468 |
| 2 | Nova Zelanda | 2.178 |

| # | País         | Punts |
| - | ------------ | ----- |
| 1 | Austràlia    | 695   |
| 2 | Nova Zelanda | 149   |